# Ao Vivo em Jurerê (álbum de Wesley Safadão)
Ao Vivo em Jurerê é o primeiro EP do cantor brasileiro Wesley Safadão, gravado em Jurerê, Florianópolis, em 1 de janeiro de 2016. Foi lançado em 12 de fevereiro de 2016 pela Som Livre no formato download digital.
Apresenta três músicas, sendo o destaque "A Dama e o Vagabundo", que depois foi incluída no álbum WS Em Casa.
Foram gravados videoclipes das músicas durante o show e disponibilizados no YouTube. As filmagens foram feitas pela produtora Imaginar Filmes.

## Recepção

### Músicas
"A Dama e o Vagabundo" foi a canção mais vendida do Brasil no iTunes Store e permaneceu 87 dias no ranking. Foi a primeira música do cantor a alcançar o topo na plataforma da Apple. Seu clipe ultrapassou as 60 milhões de visualizações no YouTube.
"Bota o Litro Pra Sofrer" e "Cerveja e Vinho" também entraram no ranking do iTunes Store, ficando nas posições 49 e 63 respectivamente.

## Lista de faixas
| Download digital |                           |                                                 |         |  |
| N.º              | Título                    | Compositor(es)                                  | Duração |  |
| 1.               | "A Dama e o Vagabundo"    | Renato Moreno Rodrigo Mell                      | 3:13    |  |
| 2.               | "Bota o Litro Pra Sofrer" | Renno Jonas Alves                               | 2:26    |  |
| 3.               | "Cerveja e Vinho"         | Jota Reis Raniere Mazille Zé Hilton Neto Barros | 2:39    |  |
| Duração total:   | Duração total:            | Duração total:                                  | 8:18    |  |

## Desempenho comercial

### Músicas
| Parada musical (2016)        | Título                    | Melhor posição |
| ---------------------------- | ------------------------- | -------------- |
| Brasil (iTunes Single Chart) | "A Dama e o Vagabundo"    | 1              |
| Brasil (iTunes Single Chart) | "Bota o Litro Pra Sofrer" | 49             |
| Brasil (iTunes Single Chart) | "Cerveja e Vinho"         | 63             |

## Histórico de lançamento
| Região | Data                    | Formato(s)       | Gravadora |
| ------ | ----------------------- | ---------------- | --------- |
| Brasil | 12 de fevereiro de 2016 | Download digital | Som Livre |

## Créditos
Todos os dados abaixo foram retirados do site oficial do artista.
- Produção musical: Wesley Safadão, Rod Bala e Jeimes Teixeira

### Músicos participantes
- Rod Bala: bateria
- João Paulo: teclados
- Marcos Rodrigues: guitarra
- Guilherme Santana: baixo
- Neném: sanfona
- Everardo Messi: percussão
- Itaro Tito: trombone
- Hilton Lima: trompete
- Paulo Queiroz (Bob): saxofone
- Arantes Rodrigues e Lidiane Castro: vocais de apoio